# Marija (ime)
Marija je žensko ime vrlo rasprostranjeno u Hrvatskoj. Potječe iz egipatskoga ili hebrejskoga. U prvom slučaju znači ljubljena od Boga, a u drugome znači gospođa.